# Знаменка (Данковский район)
Зна́менка — деревня в Данковском районе Липецкой области. Входит в состав Воскресенского сельсовета.

## Название
Название деревня получила по приходу Знаменской церкви.

## География
Деревня находится на берегу реки Птань.

### Часовой пояс
Деревня Знаменка, как и вся Липецкая область, находится в часовой зоне МСК (московское время). Смещение применяемого времени относительно UTC составляет +3:00.

## История
Известна с 1776 года. В 1920-е годы в деревне организован колхоз имени Молотова. В 1979 году построена водонапорная башня, обеспечивающая её жителей водой из водозаборной скважины. До 2011 года входила в состав упразднённого Авдуловского сельсовета.

## Население
| 2010 |
| ---- |
| 51   |